# 非理性繁荣
非理性繁荣（英文：Irrational Exuberance）是由前聯邦準備理事會主席葛林斯潘在1996年網際網路泡沫時期於美國企業研究院演說時提出的論述，論述指出资产价格脱离决定其价值的基本面因素而主要由市场参与主体的主观判断决定的資產價格持续上涨现象。非理性繁荣意味着市场的运行超出了理性預期的规律，由人类的非理性心态推动市场运行。非理性繁荣是投机性泡沫經濟的心理基础，此論述在當時被視為針對證券市場估值過高的警告。

## 相關主題
- 羅拔·席勒